# Lucjan Szutkowski
Lucjan Grzegorz Szutkowski (ur. 3 stycznia 1951 w Rakoniewicach) – polski działacz samorządowy i menedżer, w latach 1986–1990 prezydent Piły.

## Życiorys
Po ukończeniu Liceum Ogólnokształcącego im. Marii Skłodowskiej-Curie w Pile w 1974 został absolwentem Wydziału Prawa i Administracji Uniwersytetu im. Adama Mickiewicza w Poznaniu. W 1984 ukończył C.P. KKAP w Warszawie. Przez wiele lat pracował na kierowniczych stanowiskach w administracji państwowej w Ostrowie Wielkopolskim, Nowych Skalmierzycach, Okonku i Złotowie. W latach 1986–1990 sprawował funkcję ostatniego komunistycznego prezydenta Piły.
W III RP kontynuował działalność polityczną. W 1990 ubiegał się o fotel prezydenta miasta w głosowaniu radnych, przegrywając z Piotrem Majchrzakiem. W 2006 kandydował do rady miejskiej Piły z ramienia KWW „Nasza Piła”. Był do niej wybierany w 2010, 2014 i 2018 z listy Platformy Obywatelskiej i Koalicji Obywatelskiej. W pierwszej kadencji był szefem klubu radnych PO, następnie od 2014 wiceprzewodniczącym rady. Zasiadał także w organach spółdzielni mieszkaniowych i organizacji społecznych, w 1999 został prezesem Pilskiej Spółdzielani Mieszkaniowej Lokatorsko-Własnościowej. Zaangażował się także w działalność pilskiego koła Towarzystwa Pamięci Powstania Wielkopolskiego 1918/1919.
W 2018 wyróżniony nagrodą Syriusza przyznawaną przez prezydenta Piły.